# Cisterna Volley 2023-2024
Questa voce raccoglie le informazioni riguardanti il Cisterna Volley nelle competizioni ufficiali della stagione 2023-2024.

## Stagione
Il Cisterna Volley partecipa per la prima volta alla Superlega, grazie all'acquisto del titolo sportivo dalla Top Volley Latina: chiude la regular season di campionato al nono posto in classifica, qualificandosi per i play-off 5º posto, che conclude al quinto posto nella fase a gironi.

## Organigramma societario
Area direttiva
- Presidente: Luigi Iazzetta
- Presidente onorario: Massimiliano Marini
- Vicepresidente: Cristina Cruciani (fino al 24 febbraio 2024), Gianluca Donadel
- Amministratore unico: Gianrio Falivene (fino al 24 febbraio 2024), Cristina Cruciani (dal 24 febbraio 2024)
- Consigliere: Paolo Cruciani, Noemi D'Andrea, Marco Sciscione
- Direttore sportivo: Candido Grande
- Team manager: Danilo Cirelli
- Responsabile logistica: Marco Marinelli, Fabio Pirazzi, Alberto Sordi

Area tecnica
- Allenatore: Guillermo Falasca
- Allenatore in seconda: Roberto Cocconi
- Assistente allenatore: Elio Tommasino
- Scout man: Maurizio Cibba
- Responsabile settore giovanile: Francesco Ronsini

Area comunicazione
- Ufficio stampa: Giuseppe Baratta
- Speaker: Giuseppe Baratta
- Fotografo: Paola Libralato

Area marketing
- Biglietteria: Michela Madera, Maura Tomassetti

Area sanitaria
- Medico: Amedeo Verri, Roberto Zaralli
- Preparatore atletico: Gioele Rosellini
- Fisioterapista: Valeria Diviziani, Elio Paolini
- Ortopedico: Gianluca Martini
- Cardiologo: Giorgio Greci
- Osteopata: Michele Freda
- Podologo: Alessandro Russo
- Radiologo: Francesco Sciuto
- Nutrizionista: Salvatore Battisti

## Rosa
| N° | Nome                   | Ruolo | Data di nascita   | Nazionalità sportiva |
| -- | ---------------------- | ----- | ----------------- | -------------------- |
| 1  | Saverio De Santis      | L     | 21 settembre 1999 | Italia               |
| 3  | Jacopo Tosti           | C     | 29 settembre 2008 | Italia               |
| 4  | Alessandro Finauri     | S     | 5 maggio 2004     | Italia               |
| 6  | Lorenzo Giani          | P     | 1º novembre 2002  | Italia               |
| 7  | Jordi Ramón            | S     | 9 luglio 1999     | Spagna               |
| 8  | Davide Saitta          | P     | 23 giugno 1987    | Italia               |
| 10 | Alessandro Piccinelli  | L     | 30 gennaio 1997   | Italia               |
| 11 | Théo Faure             | O     | 12 ottobre 1999   | Francia              |
| 13 | Andrea Rossi           | C     | 14 febbraio 1989  | Italia               |
| 14 | Michael Czerwiński     | O     | 7 settembre 2003  | Austria              |
| 17 | Michele Baranowicz     | P     | 5 agosto 1989     | Italia               |
| 18 | Daniele Mazzone        | C     | 4 giugno 1992     | Italia               |
| 20 | Efe Bayram             | S     | 1º marzo 2002     | Turchia              |
| 29 | Aleksandar Nedeljković | C     | 27 19 1997        | Serbia               |
| 98 | Pavle Perić            | S     | 7 agosto 1998     | Serbia               |

## Mercato
| Acquisti                               | Acquisti               | Acquisti           | Acquisti   |
| R.                                     | Nome                   | da                 | Modalità   |
| -------------------------------------- | ---------------------- | ------------------ | ---------- |
| S                                      | Efe Bayram             | Police             | definitivo |
| O                                      | Michael Czerwiński     | Amstetten          | definitivo |
| L                                      | Saverio De Santis      | New Mater          | definitivo |
| O                                      | Théo Faure             | Montpellier        | definitivo |
| S                                      | Alessandro Finauri     | Marino             | definitivo |
| P                                      | Lorenzo Giani          | Atlantide Brescia  | definitivo |
| C                                      | Daniele Mazzone        | Emma Villas        | definitivo |
| C                                      | Aleksandar Nedeljković | Friedrichshafen    | definitivo |
| S                                      | Pavle Perić            | Fenerbahçe         | definitivo |
| L                                      | Alessandro Piccinelli  | Sir Safety Perugia | definitivo |
| S                                      | Jordi Ramón            | Narbonne           | definitivo |
| C                                      | Andrea Rossi           | Top Volley Latina  | definitivo |
| P                                      | Davide Saitta          | Padova             | definitivo |
| C                                      | Jacopo Tosti           | Marino             | definitivo |
| Trasferimenti nel corso della stagione |                        |                    |            |
| P                                      | Michele Baranowicz     | Hebăr              | definitivo |

| Cessioni                               | Cessioni                               | Cessioni                               | Cessioni                               |
| R.                                     | Nome                                   | a                                      | Modalità                               |
| Trasferimenti nel corso della stagione | Trasferimenti nel corso della stagione | Trasferimenti nel corso della stagione | Trasferimenti nel corso della stagione |
| -------------------------------------- | -------------------------------------- | -------------------------------------- | -------------------------------------- |
| P                                      | Davide Saitta                          | Katowice                               | definitivo                             |

## Risultati

### Superlega

#### Girone di andata
| 1ª giornata - 22 ottobre 2023 Palazzetto dello Sport, Cisterna di Latina   | Cisterna             | 2 - 3 | Trentino           | 18-25, 25-15, 28-26, 17-25, 8-15  |
| 2ª giornata - 29 ottobre 2023 PalaCatania, Catania                         | Saturnia Acicastello | 3 - 1 | Cisterna           | 22-25, 26-24, 26-24, 25-14        |
| 3ª giornata - 4 novembre 2023 Palazzetto dello Sport, Cisterna di Latina   | Cisterna             | 3 - 0 | Powervolley Milano | 25-14, 25-15, 25-23               |
| 4ª giornata - 12 novembre 2023 PalaSanLazzaro, Padova                      | Padova               | 3 - 2 | Cisterna           | 25-23, 25-21, 23-25, 23-25, 15-12 |
| 5ª giornata - 15 novembre 2023 PalaBanca, Piacenza                         | You Energy           | 3 - 1 | Cisterna           | 25-13, 27-25, 23-25, 25-20        |
| 6ª giornata - 19 novembre 2023 Palazzetto dello Sport, Cisterna di Latina  | Cisterna             | 3 - 2 | Prisma Taranto     | 25-27, 20-25, 25-18, 25-13, 17-15 |
| 7ª giornata - 25 novembre 2023 Palazzetto dello Sport, Cisterna di Latina  | Cisterna             | 1 - 3 | Modena             | 11-25, 25-22, 20-25, 16-25        |
| 8ª giornata - 2 dicembre 2023 PalaEvangelisti, Perugia                     | Sir Safety Perugia   | 3 - 1 | Cisterna           | 25-16, 25-19, 20-25, 25-23        |
| 9ª giornata - 8 dicembre 2023 Palazzetto dello Sport, Cisterna di Latina   | Cisterna             | 1 - 3 | Lube               | 14-25, 21-25, 25-22, 19-25        |
| 10ª giornata - 17 dicembre 2023 PalaOlimpia, Verona                        | Verona               | 3 - 0 | Cisterna           | 25-23, 25-17, 27-25               |
| 11ª giornata - 26 dicembre 2023 Palazzetto dello Sport, Cisterna di Latina | Cisterna             | 3 - 1 | Milano             | 25-18, 25-20, 21-25, 25-22        |

#### Girone di ritorno
| 12ª giornata - 30 dicembre 2023 PalaTrento, Trento                         | Trentino           | 3 - 0 | Cisterna             | 25-19, 25-20, 25-20               |
| 13ª giornata - 7 gennaio 2024 Palazzetto dello Sport, Cisterna di Latina   | Cisterna           | 3 - 1 | Saturnia Acicastello | 25-21, 25-18, 22-25, 25-22        |
| 14ª giornata - 14 gennaio 2024 Palalido, Milano                            | Powervolley Milano | 3 - 0 | Cisterna             | 25-22, 25-17, 25-23               |
| 15ª giornata - 21 gennaio 2024 Palazzetto dello Sport, Cisterna di Latina  | Cisterna           | 3 - 1 | Padova               | 21-25, 25-18, 25-20, 25-14        |
| 16ª giornata - 24 gennaio 2024 Palazzetto dello Sport, Cisterna di Latina  | Cisterna           | 3 - 1 | You Energy           | 23-25, 25-23, 25-22, 25-19        |
| 17ª giornata - 4 febbraio 2024 PalaMazzola, Taranto                        | Prisma Taranto     | 1 - 3 | Cisterna             | 26-24, 17-25, 23-25, 20-25        |
| 18ª giornata - 11 febbraio 2024 PalaPanini, Modena                         | Modena             | 3 - 0 | Cisterna             | 25-18, 25-18, 25-21               |
| 19ª giornata - 14 febbraio 2024 Palazzetto dello Sport, Cisterna di Latina | Cisterna           | 1 - 3 | Sir Safety Perugia   | 19-25, 25-22, 22-25, 18-25        |
| 20ª giornata - 18 febbraio 2024 PalaCivitanova, Civitanova Marche          | Lube               | 3 - 2 | Cisterna             | 23-25, 20-25, 25-17, 25-18, 15-11 |
| 21ª giornata - 25 febbraio 2024 Palazzetto dello Sport, Cisterna di Latina | Cisterna           | 0 - 3 | Verona               | 22-25, 19-25, 26-28               |
| 22ª giornata - 3 marzo 2024 Arena di Monza, Monza                          | Milano             | 3 - 0 | Cisterna             | 25-22, 25-22, 25-18               |

#### Play-off 5º posto
| 1ª giornata - 3 aprile 2024 Palazzetto dello Sport             | Cisterna | 1 - 3 | You Energy | 21-25, 25-18, 15-25, 20-25        |
| 2ª giornata - 7 aprile 2024 PalaPanini, Modena                 | Modena   | 3 - 2 | Cisterna   | 23-25, 25-23, 26-24, 23-25, 15-10 |
| 3ª giornata - 10 aprile 2024 Palazzetto dello Sport            | Cisterna | 3 - 1 | Padova     | 19-25, 25-14, 25-21, 25-19        |
| 4ª giornata - 14 aprile 2024 PalaCivitanova, Civitanova Marche | Lube     | 3 - 0 | Cisterna   | 25-18, 25-19, 25-11               |
| 5ª giornata - 17 aprile 2024 PalaOlimpia, Verona               | Verona   | 3 - 0 | Cisterna   | 25-23, 25-15, 27-25               |

## Statistiche

### Statistiche di squadra
| Competizione | Punti | In casa | In casa | In casa | In trasferta | In trasferta | In trasferta | Totale | Totale | Totale |
| Competizione | Punti | G       | V       | P       | G            | V            | P            | G      | V      | P      |
| ------------ | ----- | ------- | ------- | ------- | ------------ | ------------ | ------------ | ------ | ------ | ------ |
| Superlega    | 23/4  | 13      | 7       | 6       | 14           | 2            | 12           | 27     | 9      | 18     |
| Totale       | -     | 13      | 7       | 6       | 14           | 2            | 12           | 27     | 9      | 18     |

G = partite giocate; V = partite vinte; P = partite perse

### Statistiche dei giocatori
| Giocatore      | Superlega | Superlega | Superlega | Superlega | Superlega | Totale | Totale | Totale | Totale | Totale |
| Giocatore      | P         | PT        | AV        | MV        | BV        | P      | PT     | AV     | MV     | BV     |
| -------------- | --------- | --------- | --------- | --------- | --------- | ------ | ------ | ------ | ------ | ------ |
| M. Baranowicz  | 21        | 27        | 5         | 8         | 14        | 21     | 27     | 5      | 8      | 14     |
| E. Bayram      | 25        | 194       | 155       | 19        | 20        | 25     | 194    | 155    | 19     | 20     |
| M. Czerwiński  | 13        | 37        | 31        | 2         | 4         | 13     | 37     | 31     | 2      | 4      |
| S. De Santis   | 9         | 0         | 0         | 0         | 0         | 9      | 0      | 0      | 0      | 0      |
| T. Faure       | 27        | 473       | 409       | 29        | 35        | 27     | 473    | 409    | 29     | 35     |
| A. Finauri     | 5         | 0         | 0         | 0         | 0         | 5      | 0      | 0      | 0      | 0      |
| L. Giani       | 14        | 2         | 1         | 1         | 0         | 14     | 2      | 1      | 1      | 0      |
| D. Mazzone     | 26        | 137       | 93        | 37        | 7         | 26     | 137    | 93     | 37     | 7      |
| A. Nedeljković | 25        | 162       | 90        | 62        | 10        | 25     | 162    | 90     | 62     | 10     |
| P. Perić       | 27        | 190       | 155       | 16        | 19        | 27     | 190    | 155    | 16     | 19     |
| A. Piccinelli  | 23        | 0         | 0         | 0         | 0         | 23     | 0      | 0      | 0      | 0      |
| J. Ramón       | 26        | 300       | 235       | 20        | 45        | 26     | 300    | 235    | 20     | 45     |
| A. Rossi       | 17        | 50        | 32        | 15        | 3         | 17     | 50     | 32     | 15     | 3      |
| D. Saitta      | 6         | 9         | 4         | 5         | 0         | 6      | 9      | 4      | 5      | 0      |
| J. Tosti       | 0         | 0         | 0         | 0         | 0         | 0      | 0      | 0      | 0      | 0      |

P = presenze; PT = punti totali; AV = attacchi vincenti; MV = muri vincenti; BV = battute vincenti